# Bereicherungsrecht (Österreich)
Das Bereicherungsrecht ist ein Teilgebiet des Zivilrechts. Es wird auch als Kondiktionsrecht oder Kondiktionenrecht bezeichnet. Das Bereicherungsrecht befasst sich mit der Rückabwicklung ungerechtfertigter Vermögensverschiebungen. Die condictio war im römischen Recht die Klage zur Herausgabe ungerechtfertigter Bereicherung. Es ist im ABGB geregelt.

## Einteilung und Abgrenzung
Das österreichische Zivilrecht hat im Unterschied zum deutschen kein systematisches Bereicherungsrecht, es kennt nur einzelne Rückforderungsklagen. Der Grund dafür liegt in verschiedenen Modellen der Eigentumsübertragung: Während nach deutschem Recht ein gültiger Modus für die Übertragung des Eigentumsrechtes ausreicht (abstrakte Natur der Tradition), folgt das österreichische Privatrecht der Lehre von Titel und Modus (kausale Natur der Tradition). Wenn ein gültiger Titel fehlt oder sich nachträglich als ungültig herausstellt, so kommt überhaupt kein Rechtsübergang zustande. Allenfalls erfolgte Leistungen können in diesem Fall mit der Eigentumsklage (§ 366 ABGB) zurückgefordert werden, oder wenn dies unwirtschaftlich ist, mit einer entsprechenden Leistungskondiktion wegen Wegfalls des Rechtsgrundes (§ 877 ABGB).
Leistungskondiktionen greifen nur subsidiär, d. h. wenn keine spezielleren Rechtsvorschriften für das angestrebte Ziel existieren, wie etwa Anfechtungsgründe wegen Mängeln in der Wurzel, Regeln für Verzug und Gewährleistung sowie Schadenersatzansprüche. Die Kondiktionen werden daher manchmal auch als „Auffangtatbestände“ bezeichnet.
Die Kondiktionsregeln des ABGB werden analog auf öffentlichrechtliche Sachverhalte angewandt.
Das Österreichische ABGB unterteilt das Bereicherungsrecht in Leistungskondiktionen und Verwendungsansprüche. Das Bereicherungsrecht erfordert weder Schaden noch Verschulden. Es muss bloß zu einer Entreicherung gekommen sein. Schadenersatz kann neben einem Kondiktionsanspruch verlangt werden (§ 921 ABGB). Auch einige andere Gesetze enthalten bereicherungsrechtliche Bestimmungen.
- Leistungskondiktionen: Der Entreicherte hat das Vermögen des Bereicherten bewusst und zweckgerichtet vermehrt (er hat „geleistet“), indem er z. B. irrtümlich eine Nichtschuld gezahlt oder seine Vertragsleistung erfüllt hat und der Vertrag in der Folge wegen Willensmängeln (gem. § 877 ABGB) oder Leistungsstörungen (§ 1435 ABGB) aufgehoben wurde.
- Verwendungsansprüche: Der Entreicherte hat ohne Leistung seinerseits eine Vermögensverschiebung (zugunsten des Bereicherten) erlitten.
- Sondergesetzliche Ansprüche: Rückforderungstatbestände, Kondiktionen oder Verwendungsansprüche aufgrund von anderen Gesetzen als des ABGB.

## Leistungskondiktionen

### Condictio indebiti, § 1431 ABGB
Die Tatbestandsvoraussetzungen sind:
- Leistung: Der Entreicherte hat geleistet, also bewusst fremdes Vermögen vermehrt.
- Nichtschuld: Die Leistung erfolgte rechtsgrundlos (kein Vertrag).
- Irrtum

### Condictio sine causa,§877ABGB
Der Vertrag wurde wegen eines Wurzelmangels, konkret wegen eines Willensmangels (Irrtum, List, Drohung) aufgehoben oder war wegen Gesetz- oder Sittenwidrigkeit nichtig.
§ 877 ist überaus praxisrelevant, da jeder wegen Irrtumsanfechtung aufgehobene Vertrag auf diese Art bereicherungsrechtlich rückabgewickelt wird.

### Condictio ob turpem vel iniustam causam,§1174ABGB
Der Grundsatz Condictio ob turpem vel iniustam causam spezifiziert Ausnahmen von einer Rückforderung gemäß § 877 ABGB. Demnach kann nicht zurückgefordert werden, was zur Begehung einer unerlaubten Handlung gegeben wurde (z. B. Mordlohn, Prostitutionslohn, Geschenke an außereheliche Geliebte), ebenso wenig Verluste bei verbotenen Glücksspielen. Andere Leistungen, die in Erfüllung eines nichtigen Vertrags erbracht wurden, können normalerweise zurückgefordert werden, z. B. das bei einer Erpressung bezahlte Lösegeld oder auch das Schweigegeld bei Offenbarwerden eines Geheimnisses.

### Condictio causa finita,§1435ABGB
Der Vertrag wurde wegen einer Leistungsstörung, wie z. B. Nachträgliche Unmöglichkeit, Verzug, Wandlung infolge einer mangelhaften Leistung, oder aus anderen Gründen wie Eintritt einer auflösenden Bedingung rückgängig gemacht. In allen Fällen ist der ursprüngliche Rechtsgrund zwar wirksam entstanden (keine Willensmängel wie bei § 877), jedoch nachträglich weggefallen.
Wie § 877 ist auch § 1435 sehr praxisrelevant, da jeder z. B. wegen Gewährleistung gewandelte Vertrag so rückabgewickelt wird.

### Condictio causa data causa non secuta,§1435ABGB
Rückforderung wegen Nichteintritts des erwarteten Erfolgs.
In Analogie zu § 1435 gewähren Lehre und Rechtsprechung eine Kondiktion wegen Nichteintritts des erwarteten Erfolgs. Eine erkennbar zur Erreichung eines bestimmten Zweckes erbrachte und entgegengenommene Leistung kann zurückverlangt werden, wenn dieser Zweck nicht erreicht wird.

## Verwendungsansprüche

### Verwendungsanspruch nach§1041ABGB
Der Bereicherte hat eine Sache des Entreicherten verwendet, ohne dass dieser sie geleistet hat.
Als Sache gelten (nach § 285) auch beschränkte dingliche Rechte, Forderungen oder Immaterialgüterrechte.
Eine Verwendung kann ein Gebrauch oder Verbrauch sein:
- Verbrauch: typischerweise Verbrauch fremder Sachen (wie Kohle), aber z. B. auch Verkauf fremder Sachen, Einziehung fremder Forderungen
- Gebrauch: typischerweise Gebrauch fremder Sachen, aber z. B. auch Verbotene Untervermietung

Verwendungsansprüche treffen oftmals auch mit Schadenersatzansprüchen und der Eigentumsklage (rei vindicatio) zusammen.
Verwendet z. B. A das Auto des B (ohne dessen Einverständnis) so ist A dadurch bereichert, dass er sich Benutzungsentgelt (z. B. die Kosten eines Mietwagens) erspart hat, B dadurch geschädigt, dass er z. B. Bahnkosten aufwenden musste. Hier zeigt sich, dass Bereicherungsanspruch und Schadenersatz ganz unterschiedliche Ziele verfolgen; das Bereicherungsrecht gleicht den Nutzen des Bereicherten aus, das Schadenersatzrecht den Schaden des Entreicherten (also Geschädigten). Das Auto selbst wird mit der Eigentumsklage (§ 366) gefordert.
Verbraucht z. B. A die Kohle des B, so kann A, bei vollständigem Verbrauch nur mit Verwendungsanspruch vorgehen. Hat A hingegen nur einen Teil verbraucht, kann der Rest mit der Eigentumsklage gefordert werden.

### Aufwandsersatzanspruch nach§1042ABGB
Wer für einen anderen einen Aufwand macht, den dieser nach dem Gesetz oder einem Vertrag selbst hätte machen müssen, hat das Recht, den Ersatz zu fordern. Dieser Anspruch ist also mit jenem nach § 1041 ABGB verwandt. Anwendungsbereich ist insbesondere in jenen Fällen gegeben, in denen ein Dritter freiwillig einem Unterhaltsberechtigten Unterhaltszahlungen leistet und dann vom eigentlich Unterhaltspflichtigen den Ersatz (nach § 1042 ABGB) fordert.

## Sondergesetzliche Ansprüche
- §§ 13a und b GehaltsG (Übergenuss)
- § 9 EFZG (Rückforderung zu Unrecht geleisteter Erstattungsbeträge)
- § 86 UrhG (Anspruch auf angemessenes Entgelt)
- § 27 Abs 1 Z 1 iVm Abs 3 MRG (verbotene Ablösen)
- §§ 44, 46 Abs 1 Z 6 IO (Bereicherungsansprüche in der Insolvenz)